# جون سبنسر (لاعب كريكت)
جون سبنسر (6 أكتوبر 1949 ببرايتون في المملكة المتحدة - ) (بالإنجليزية: John Spencer)‏ هو لاعب كريكت بريطاني. شارك مع منتخب إنجلترا للكريكت. أما مع النوادي، فقد لعب مع نادي مقاطعة ساسكس للكركيت ‏.